# Eugendorf
Eugendorf est une commune autrichienne du district de Salzbourg-Umgebung dans l'État de Salzbourg.